# Batalha de Fariskur (1250)

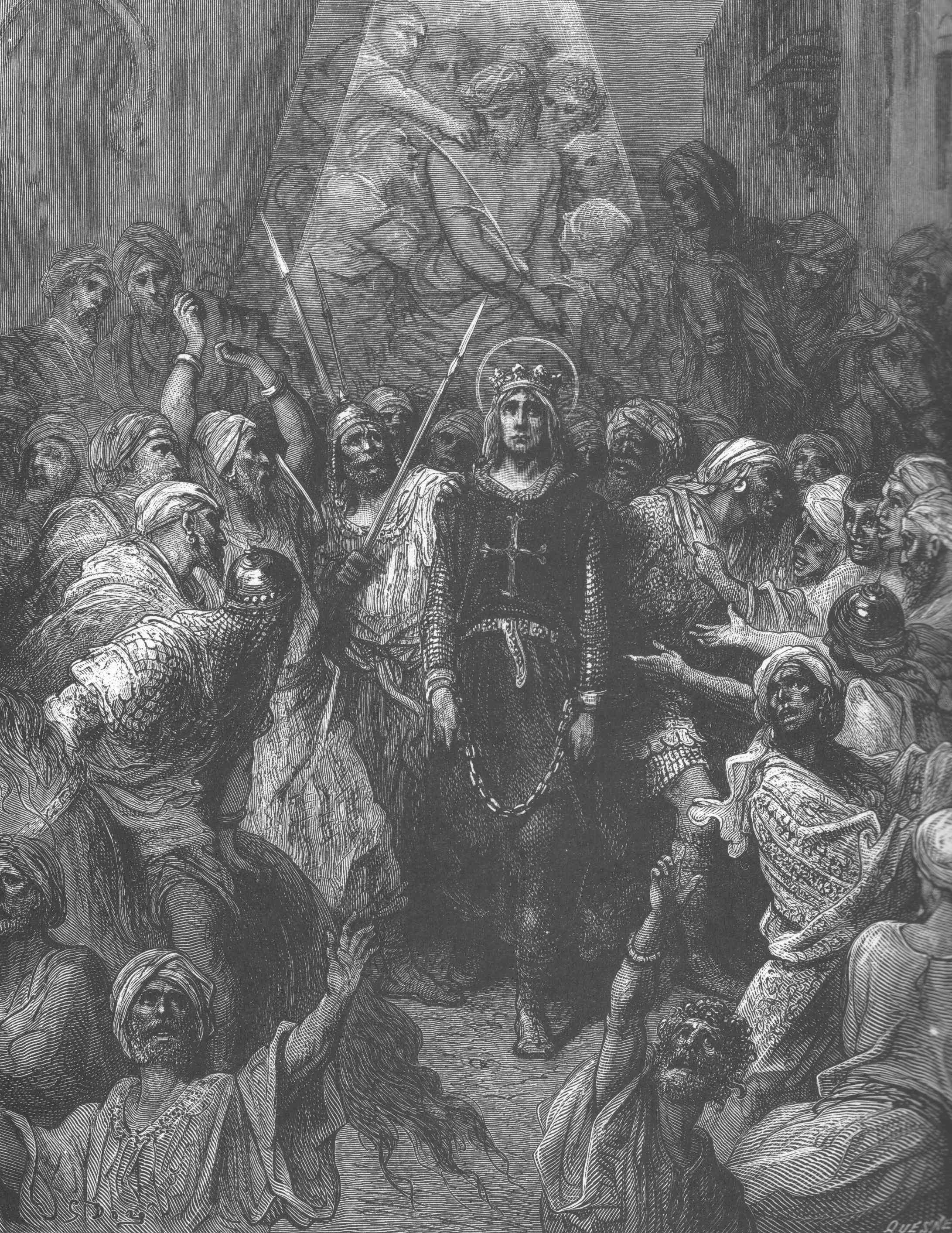
Luís IX foi feito prisioneiro e resgatado.

Batalha de Fariskur foi a última grande batalha da Sétima Cruzada. A batalha foi travada em 6 de abril de 1250, entre os cruzados liderados pelo rei Luís IX da França (mais tarde São Luís) e as forças egípcias lideradas por Turã Xá da dinastia aiúbida.
Após a derrota dos cruzados na Batalha de Amançora, a Batalha de Fariskur resultou na derrota completa do exército cruzado e na captura de Luís IX.

## Contexto

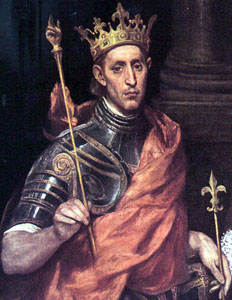
Luís IX

Os navios entraram nas águas egípcias e as tropas da Sétima Cruzada desembarcaram em Damieta em junho de 1249. Luís IX enviou uma carta a Sale Aiube, o sultão aiúbida do Egito. O emir Fakhr ad-Din Yussuf, comandante da guarnição aiúbida em Damietta, recuou para o acampamento do sultão em Ashmum-Tanah. Depois de ocupar o porto egípcio de Damieta em junho de 1249, Luís decidiu marchar para o Cairo, encorajado pela chegada de reforços liderados por seu terceiro irmão, Afonso III de Poitiers, e pela notícia da morte de Sale Aiube. Os francos conseguiram atravessar o Canal de Ashmum (hoje conhecido pelo nome de al-Bahr al-Saghir) e lançaram um ataque surpresa contra o acampamento egípcio em Gideila, 3 quilômetros de distância de Almançora.
As tropas egípcias no acampamento, que foram pegas de surpresa, recuaram para Almançora e os cruzados seguiram em direção à cidade. A liderança da força egípcia passou para os comandantes mamelucos Faris ad-Din Aktai, Baibars e Cutuz, que conseguiram reorganizar as tropas em retirada. Xajar Aldur, que estava no comando do Egito, concordou com o plano de Baibars para defender Almançora. Baibars ordenou a abertura de um portão para deixar os cavaleiros dos cruzados entrarem na cidade. Os cruzados invadiram a cidade que pensavam estar deserta e acabaram presos lá dentro. Os cruzados foram sitiados de todas as direções pelas forças egípcias e pela população da cidade, sofrendo pesadas perdas. Roberto de Artois (irmão de Luís IX) que se refugiou numa casa e William de Salisbury estavam entre os que foram mortos em Almançora. Apenas cinco Cavaleiros Templários sobreviveram à batalha. Os cruzados foram forçados a recuar em desordem para Gideila, onde acamparam dentro de uma vala e muro. No início da manhã de 11 de fevereiro, as forças muçulmanas lançaram uma ofensiva contra o acampamento dos francos. Durante muitas semanas os francos foram forçados a permanecer no seu acampamento, suportando uma exaustiva guerra de guerrilha. Muitos cruzados foram capturados e levados para o Cairo.

## Batalha
Em 27 de fevereiro, Turã Xá, o novo sultão, chegou ao Egito vindo de Hasankeyf e foi direto para Almançora para liderar o exército egípcio. Os navios eram transportados por terra e lançados no Nilo (em Bahr al-Mahala) atrás dos navios dos cruzados, cortando a linha de reforço de Damieta e sitiando a força cruzada do rei Luís IX. Os egípcios usaram fogo grego e destruíram e apreenderam muitos navios e embarcações de suprimentos. Logo os cruzados sitiados estavam sofrendo com ataques devastadores, fome e doenças. Alguns cruzados perderam a fé e desertaram para o lado muçulmano.
O rei Luís IX propôs aos egípcios a rendição de Damieta em troca de Jerusalém e algumas cidades na costa síria. Os egípcios, cientes da situação miserável dos cruzados, recusaram a oferta do rei sitiado. Em 5 de abril, cobertos pela escuridão da noite, os cruzados evacuaram seu acampamento e começaram a fugir para o norte, em direção a Damieta. Em seu pânico e pressa, eles se esqueceram de destruir uma ponte flutuante que haviam construído sobre o canal. Os egípcios atravessaram o canal pela ponte e seguiram-nos até Fariskur, onde destruíram completamente os cruzados em 9 de abril.

## Consequências
A derrota dos cruzados e a captura do rei Luís IX em Fariskur causaram choque na França. Os cruzados estavam a circular informações falsas na Europa, alegando que Luís IX tinha derrotado o sultão do Egito numa grande batalha e que o Cairo tinha sido entregue às suas mãos. Quando a notícia da derrota francesa chegou à França, ocorreu um movimento histérico chamado Cruzada dos Pastores.
Luís IX foi resgatado por 400 mil dinares. Depois de prometer não retornar ao Egito novamente e entregar Damieta aos egípcios, ele foi autorizado a partir em 8 de maio de 1250 para Acre com seus irmãos e 12 mil companheiros prisioneiros, incluindo alguns de batalhas mais antigas, que os egípcios concordaram em libertar. Muitos outros prisioneiros foram executados. A rainha de Luís, Margarida de Provença, sofria de pesadelos. A notícia (a captura de seu marido Louis) a aterrorizou tanto que, toda vez que adormecia, imaginava que seu quarto estava cheio de muçulmanos barbudos, e gritava: "Socorro! Socorro!".

## Consequência histórica

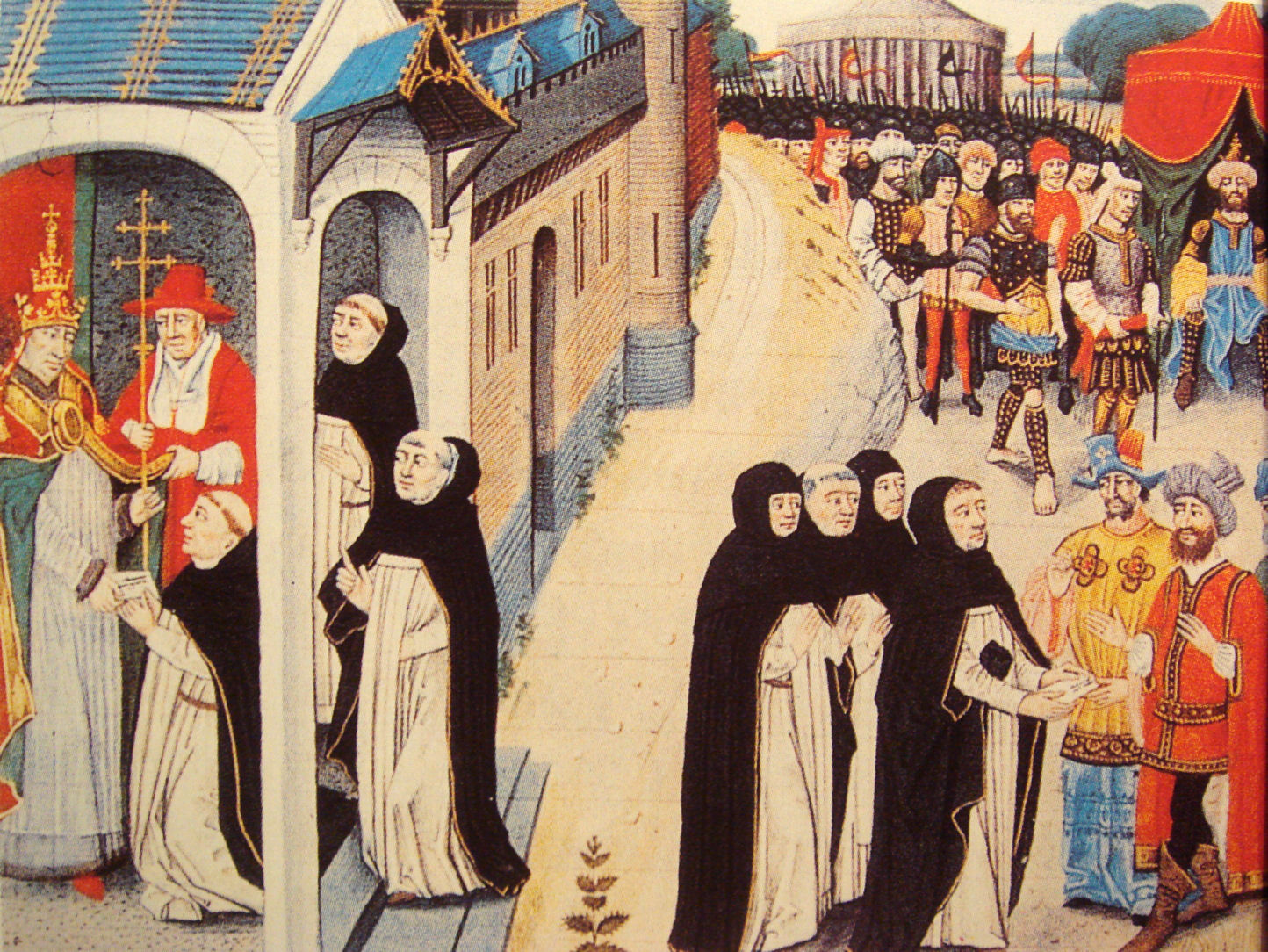
O papa enviou emissários aos mongóis. Ascelino da Lombardia recebendo (à esquerda) e remetendo (à direita) uma carta ao general mongol Baiju

A Sétima Cruzada chegou ao fim em Fariskur em 1250, marcando uma virada histórica para todos os grupos regionais existentes naquela época. O Egito derrotou a cruzada de Luís e provou ser a cidadela e o arsenal do islamismo. A Sétima Cruzada foi a última grande ofensiva empreendida pelos cruzados contra o Egito. Os cruzados nunca conseguiram recuperar Jerusalém e os reis da Europa, exceto Luís IX, começaram a perder o interesse em lançar novas cruzadas. Mas pouco depois da batalha de Fariskur, o sultão aiúbida Turã Xá foi assassinado na própria Fariskur e os mamelucos, os mesmos campeões vitoriosos de Almançora, tornaram-se os novos governantes do Egito. O mapa de poder da bacia do Mediterrâneo meridional e oriental foi dividido entre quatro domínios principais: o Egito mameluco, a Síria aiúbida, os francos do Acre e as cabeças de praia cristãs sírias e o estado cristão levantino da Armênia Cilícia. Enquanto os mamelucos do Egito e os aiúbidas da Síria se tornaram rivais conflitantes, os francos e os armênios cilícios, além do Principado de Antioquia, eram aliados. Os mongóis, que irromperam repentinamente da estepe eurasiana, tinham seus exércitos em 1241 cavalgando para o oeste até o rio Oder e a costa nordeste do Adriático e durante a Batalha de Fariskur eles estavam penetrando profundamente em todas as regiões adjacentes.(p97)